# La Creueta (Gironès)
La Creueta – miejscowość w Hiszpanii, w Katalonii, w prowincji Girona, w comarce Gironès, w gminie Quart.
Według danych INE w 2020 roku liczyła 218 mieszkańców – 107 mężczyzn i 111 kobiet. 